# José Guertzenstein
José Guertzenstein (Rio de Janeiro, RJ, 10 de Outubro, 1975) é um roteirista e produtor de cinema brasileiro, conhecido por seu trabalho em filmes de ficção, documentários e séries de TV. 

## Biografia
José Guertzenstein iniciou sua carreira profissional como designer gráfico e fotógrafo. Após se associar ao showrunner Thomas Stavros, ele fez a transição para o storytelling, trabalhando em produções teatrais e audiovisuais, com foco no desenvolvimento de longas-metragens, séries de TV, espetáculos e documentários. Ele é cofundador da produtora brasileira Produção Carioca, onde atua como roteirista, Creative Project Manager e Produtor de Cinema. Ao longo dos anos, ele escreveu e co-desenvolveu uma vasta gama de conteúdo, desde séries dramáticas de TV até documentários premiados. Seu trabalho foi exibido em grandes plataformas e canais de transmissão na América Latina e na Europa.
Seu primeiro espetáculo foi o musical Ceará Show – Agora eu Conheço, escrito em 2016 em parceria com Silvio Guindane e Thomas Stavros, recebendo 11 indicações para o Prêmio de Teatro Quimera, e vencendo 6, entre elas as de Melhor Peça e Melhor Autor. Ele também fez parte da equipe de adaptação para a primeira produção teatral da história de Perfume de Mulher, estrelada por Silvio Guindane e Gabriela Duarte, baseada no livro Il Buio e il Miele (A Escuridão e o Mel), imortalizado no cinema pelo ator Al Pacino.
Ele fez parte da equipe criativa e de roteiro da série de TV 1 Contra Todos, onde também é Creative Project Manager. Produzida pela Conspiração Filmes para a Fox Brasil e América Latina, dirigida por Breno Silveira. A série foi considerada pela mídia como o Breaking Bad brasileiro. Bem recebida pelo público desde o início, 1 Contra Todos se tornou a série brasileira mais assistida na TV paga em sua primeira temporada e alcançou excelente repercussão em toda a América Latina. Em 2024, a série foi adquirida pela Netflix, onde todas as temporadas novamente alcançaram o primeiro lugar em audiência no Brasil e em Portugal, e permaneceram no top 10 da plataforma por várias semanas.
Ao longo de 4 temporadas, 1 Contra Todos aumentou a audiência do canal em 74%, e recebeu vários prêmios, além de importantes indicações nacionais e internacionais: 2 vezes indicada a melhor série dramática no Emmy Internacional, Golden Nymph Awards, Prêmio ABRA de Roteiro, Prêmio APCA e outros. O protagonista Julio Andrade também foi indicado ao Emmy Internacional por sua atuação na série.  Depois de tanto sucesso na América Latina, a série terá um remake produzido no México, inteiramente em espanhol.
José Guertzenstein assina a série Negociador, como roteirista e Creative Project Manager. Dirigida por Bel Valiante e produzida pela Boutique Filmes para a Amazon Prime Video, é estrelada por Malvino Salvador.
No cinema, ele assinou como roteirista e Creative Project Manager a biografia do boxeador campeão mundial Eder Jofre para o filme 10 Segundos para Vencer. Produzido pela Globo Filmes, TV Globo e Tambellini Filmes, dirigido por José Alvarenga Jr. O filme foi premiado com 2 Kikitos no Festival de Cinema de Gramado e foi o grande vencedor no Festival de Cinema de Lapa, levando 6 estatuetas, incluindo Melhor Filme (júri popular), Melhor Filme (júri oficial) e Melhor Roteiro. O filme também ganhou vários prêmios internacionais, incluindo o Toronto Lift-Off Film Festival.
10 Segundos para Vencer também estreou em formato de minissérie de 4 episódios na TV Globo com uma audiência recorde para o horário.
Ele é responsável pela produção do documentário Príncipes Felizes para a produtora grega Oxymoron Films. Este documentário foi especialmente selecionado para dezenas de festivais internacionais em países como Grécia, Alemanha, Hungria, Noruega, etc., sendo escolhido como melhor filme em diversas ocasiões, como no Oslo Independent Film Festival 2018, Olympia International Film Festival 2018 e outros.
Ele também escreveu o longa-metragem 2 Shots of Tequila, dirigido por Juan Zapata, que será filmado em Los Angeles em 2026.
Em janeiro de 2025, ele publicou seu primeiro livro, Nunca Estivemos Sozinhos, que apresenta uma reinterpretação das origens humanas através da lente de antigas influências cósmicas. O livro explora as conexões entre eventos bíblicos, civilizações antigas e envolvimento extraterrestre. 
Atualmente desenvolve 1 série de TV estrelada por José Loreto e dirigida por Rogério Gomes  e o longa-metragem O Penhasco, baseado na história real de Gabrielle "Gabby" Petito.

## Filmography
| Year | Title                                | Credits                                        | Platform                 |
| ---- | ------------------------------------ | ---------------------------------------------- | ------------------------ |
| 2016 | Ceará Show – Agora eu Conheço        | Roteirista                                     | Teatro                   |
| 2016 | 1 Contra Todos – Temporada 1         | Roteirista e Creative Project manager          | FOX+ / Disney+ / Netflix |
| 2017 | 1 Contra Todos – Temporada 2         | Roteirista e Creative Project manager          | FOX+ / Disney+ / Netflix |
| 2018 | 10 Segundos para Vencer              | Roteirista e Creative Project manager          | Cinema                   |
| 2018 | 1 Contra Todos – Temporada 3         | Roteirista e Creative Project manager          | FOX+ / Disney+ / Netflix |
| 2018 | Príncipes Felizes (Happy Princes)    | Line Producer e Creative Project Manager       | Cinema                   |
| 2019 | Perfume de Mulher                    | Adaptação e Roteiro                            | Teatro                   |
| 2019 | 10 Segundos para Vencer - miniseries | Roteirista e Creative Project manager          | TV Globo                 |
| 2020 | 1 Contra Todos – Temporada 4         | Roteirista e Creative Project manager          | FOX+ / Disney+ / Netflix |
| 2022 | Negociador                           | Roteirista e Creative Project manager          | Amazon Prime Video       |
| 2026 | O Penhasco                           | Criador, Roteirista e Creative Project manager | Cinema                   |
| 2027 | 2 Shots of Tequila                   | Roteirista e Creative Project manager          | Cinema                   |
| 2027 | "unnamed"                            | Showrunner - Produtor, Criador e Roteirista    |                          |

## References
1. ↑  «José Guertzenstein | Redação, Produção». IMDb. Consultado em 3 de agosto de 2025
2. ↑  «Ceará Show reconta história do Ceará em forma de musical». www20.opovo.com.br. Consultado em 9 de outubro de 2017
3. ↑  «Ceará Show: O Musical é destaque em 6 categorias no Troféu Carlos Câmara». Fortaleza ETC. 6 de abril de 2017. Consultado em 9 de outubro de 2017
4. ↑  «Romance 'Perfume de Mulher' ganha primeira montagem da história para o teatro - Diário do Rio de Janeiro». 20 de dezembro de 2018. Consultado em 1 de agosto de 2025
5. ↑  «Fox estreia '1 Contra Todos' | Nova Temporada». VEJA. Consultado em 13 de maio de 2022
6. ↑  «Fox estreia '1 Contra Todos' | Nova Temporada | VEJA.com». VEJA.com. Consultado em 9 de outubro de 2017
7. ↑  «Diretor de '2 filhos de Francisco' faz o 'Breaking bad' brasileiro». Extra Online
8. ↑  «Série '1 Contra Todos' começa sua despedida: 'Cadu já passou por tudo'». entretenimento.uol.com.br. Consultado em 13 de maio de 2022
9. ↑  «Maria Adelaide Amaral entrega primeiros capítulos de supersérie - Patrícia Kogut, O Globo». Patrícia Kogut. Consultado em 13 de maio de 2022
10. ↑  adorocinema. «1 Contra Todos: Série brasileira em destaque na Netflix é baseada em história real?». Terra. Consultado em 1 de agosto de 2025
11. ↑  «Prêmio ABRA de Roteiro 2017 divulga finalistas: confira lista». Extra Online. Consultado em 9 de outubro de 2017
12. ↑  «Telefilme de "1 Contra Todos" é indicado a um Golden Nymph Award no Festival de Televisão de Monte Carlo - TELA VIVA News». 12 de abril de 2017. Consultado em 3 de agosto de 2025
13. ↑  «Júlio Andrade é finalista ao Emmy International pela série "1 Contra Todos", da Fox – Telepadi». Telepadi. 27 de setembro de 2017. Consultado em 9 de outubro de 2017
14. ↑  Furtado, Renato (7 de abril de 2018). «Rio2C 2018: Produtor de 1 Contra Todos confirma quarta temporada e adaptação mexicana». AdoroCinema
15. ↑  «Amazon anuncia "O Negociador", série policial com Malvino Salvador». Terra. Consultado em 13 de maio de 2022
16. ↑  «Negociador: Série policial com Malvino Salvador ganha pôster e data de estreia». Pipoca Moderna. 5 de junho de 2023. Consultado em 1 de agosto de 2025
17. ↑  Baldini, Wilson (26 de agosto de 2018). «'10 segundos para vencer' ganha com Osmar Prado o prêmio de melhor ator em Gramado». Estadão
18. ↑  Paraná, Jornal Bem. «"10 segundos para vencer" é o grande vencedor do 11º Festival de Cinema da Lapa - Metropole - Bem Paraná». www.bemparana.com.br. Consultado em 13 de maio de 2022
19. ↑  «"10 Segundos para Vencer", filme sobre Eder Jofre, ganha prêmio internacional». Blog do Baldini. Consultado em 13 de maio de 2022
20. ↑  «'10 Segundos Para Vencer' tem 25 minutos de cenas inéditas». ISTOÉ Independente. 7 de janeiro de 2019. Consultado em 6 de março de 2020
21. ↑  «Solar participa do filme-documentário Príncipes Felizes |» (em inglês). Consultado em 1 de agosto de 2025
22. ↑  «Happy Princes – Oslo film festival» (em inglês). Consultado em 1 de agosto de 2025
23. ↑  Deligiannis, Panos (8 de março de 2018), Príncipes Felizes (Documentário), Rosana Barros, Flavia Bittenkourt, Sotiris Karamesinis, FassB Filmproduktion, Foss Productions, Greek Film Centre (GFC), consultado em 1 de agosto de 2025
24. ↑  Kogut, Patrícia (26 de junho de 2017). «Juntos de Novo». O Globo
25. ↑  Kogut, Patrícia (14 de junho de 2022). «José Loreto e Rogério Gomes vão trabalhar juntos em nova série». O Globo. Consultado em 1 de agosto de 2025

## Links Externos
- José Guertzenstein - IMDB